# Vattenkanna

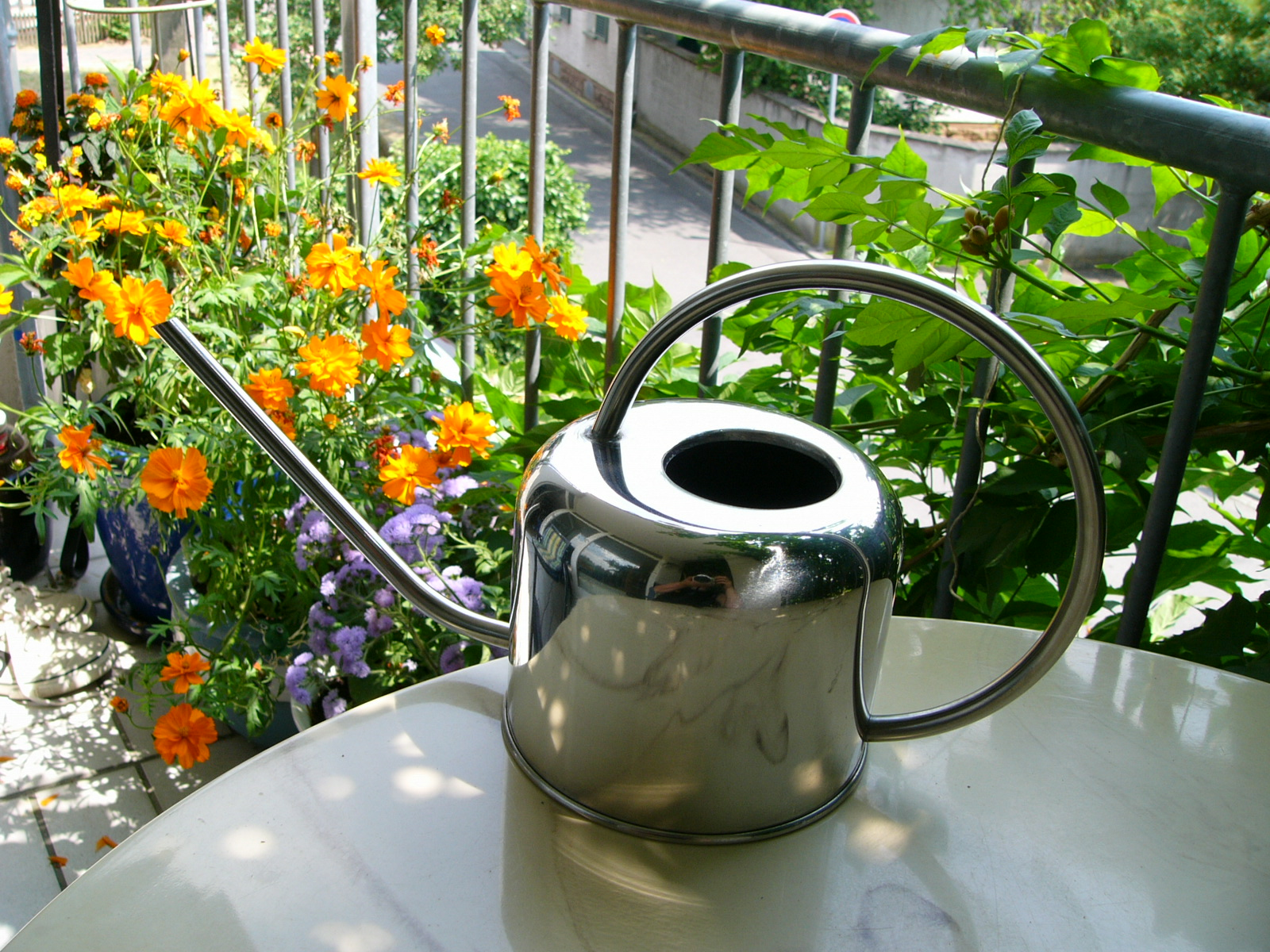
En vattenkanna i metall.

En vattenkanna är ett kärl med lång pip för att hälla vatten, oftast på odlade växter.
Vattenkannor finns i olika storlekar – mindre för krukväxter, och större för trädgårdar. De kan vara gjorda i allt från metall till plast och är enkla att använda.
Ordet vattenkanna är belagt i svenskan sedan 1564.

## Galleri

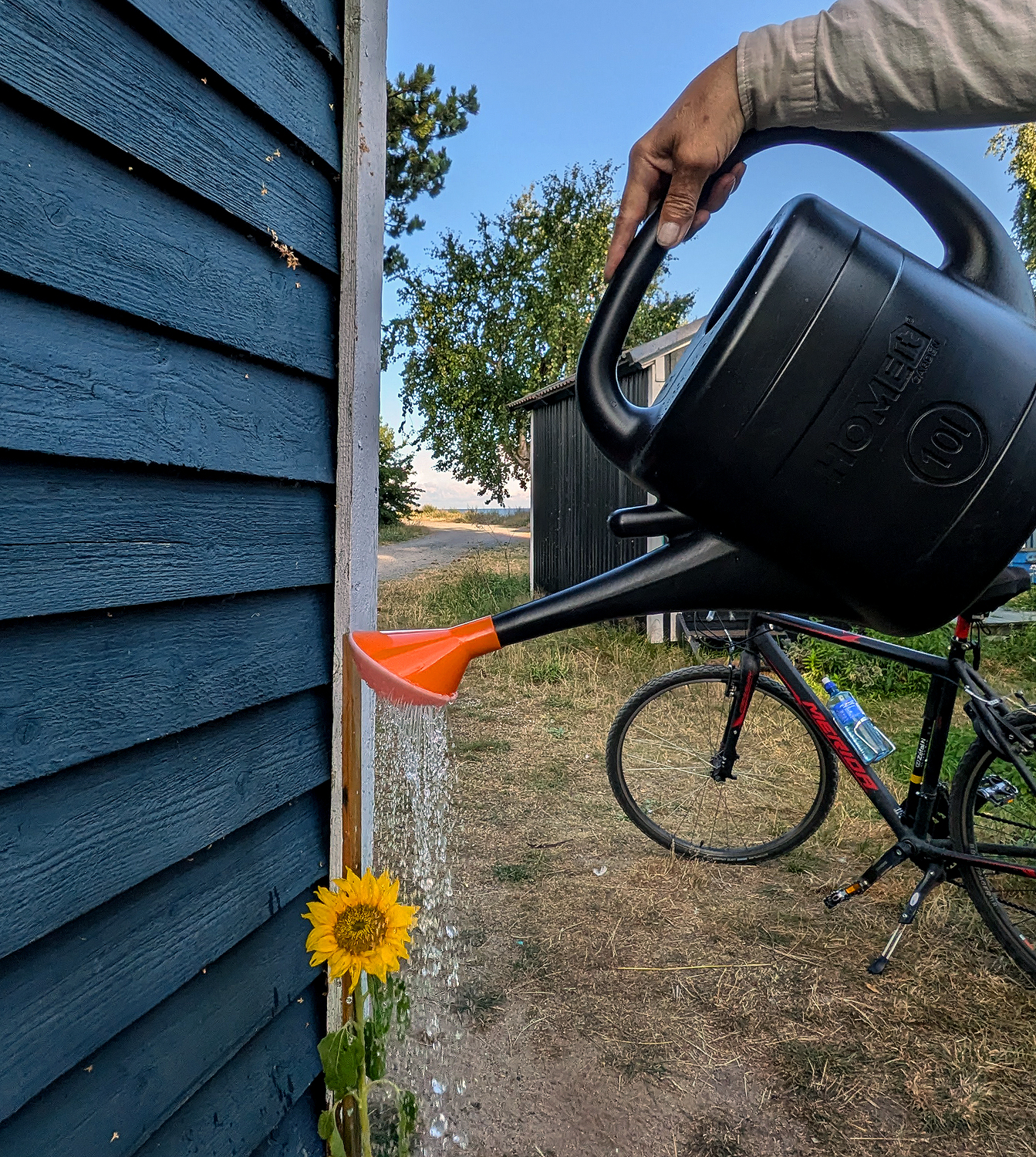
En vattenkanna i plast med stril.
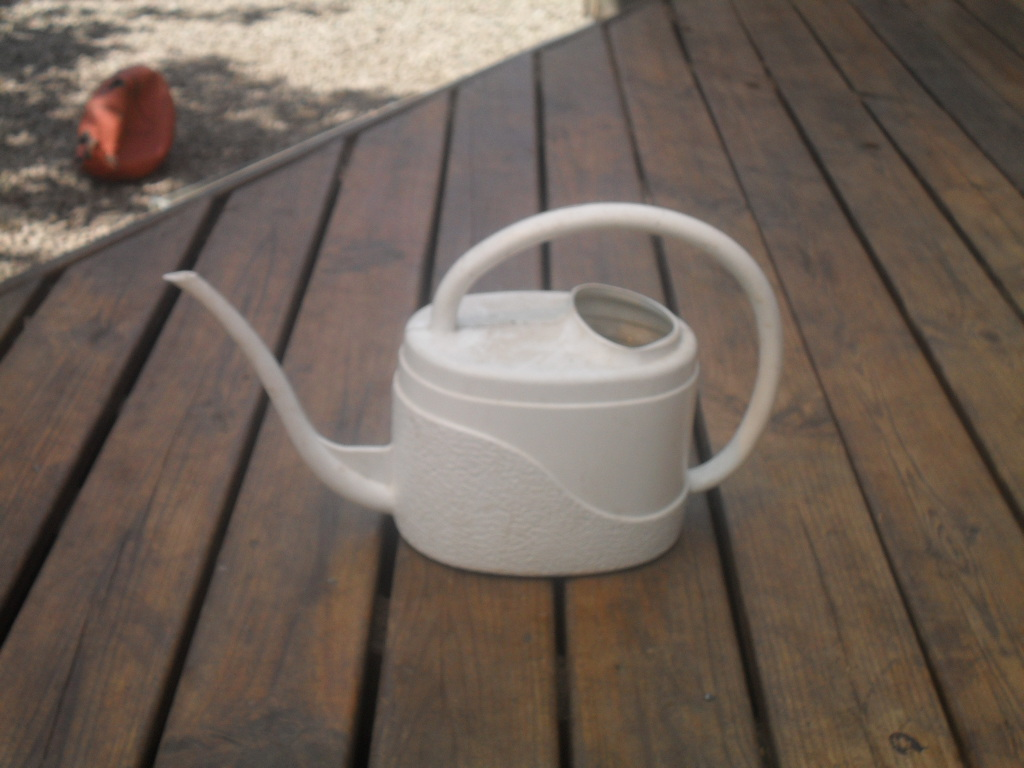
En vit vattenkanna i plast.